# شاهزاده کانه‌یوشی
شاهزاده کانه‌یوشی انگلیسی: Prince Kaneyoshi؛ 1329 – ۳۰ آوریل ۱۳۸۳) یک اشراف‌زاده در دوره کاماکورا پسر امپراتور گودای‌گو اهل ژاپن بود.